# Lee Ho Ching
Lee Ho Ching (Chinees: 李皓晴) (Hongkong, 24 november 1992) is een Hongkongs professioneel tafeltennisster. Ze speelt rechtshandig met de shakehandgreep. Lee is haar achternaam.
Zij vertegenwoordigde haar land op de Olympische Zomerspelen van 2012, 2016 en 2020 en won op laatstgenoemde brons met het team.

## Belangrijkste resultaten
- Brons met het team op de wereldkampioenschappen 2024 in Busan.
- Brons met het team op de Olympische Zomerspelen 2020 in Tokio.
- Brons met het team op de wereldkampioenschappen 2018 in Halmstad.
- Brons met het team op de wereldkampioenschappen 2014 in Tokio.
- Brons met het team op de wereldkampioenschappen 2012 in Dortmund.